# Chorale Roanne Basket
 (octobre 2022).
Maillots
Actualités
| \| Roanne \| Le club est basé à Roanne. |
| Roanne                                  |

La Chorale Roanne Basket est un club professionnel français de basket-ball basé à Roanne, dans la Loire, et évoluant en deuxième division du championnat de France. Le club compte à son palmarès deux titres de champion de France, en 1959 et en 2007 ; une Semaine des As, remportée en 2007 ; deux Leaders Cup Pro B remportées en 2017 et 2019 et deux titres de champion de France Pro B, en 1981 et en 2019.

## Historique

### Origines et premiers trophées (1932-1964)
En 1932, à Roanne, dans le quartier Mulsant, une chorale est créée et gérée par des instituteurs de la ville, notamment Henri Rhodamel, Élie Vieux et André Duverger. L'industriel local, Henri Rhodamel et la Chorale de Roanne créent des sections sportives, d'abord cycliste, puis, dans des sports collectifs. Le basket-ball est créé en 1937, alors uniquement masculin. 
Le club atteint les demi-finales du championnat de France en 1941, devient champion de France en 1959. Le niveau général du championnat est trop fort pour la Chorale, qui reste dans l'anonymat. 
En 1964, sous l'impulsion d'Alain Gilles, la Chorale retrouve la Coupe de France. Elle échoue en finale face à l'équipe du SCM Le Mans.

### Mauvais résultats et relégations (1964-2002)
En 1967, l'équipe est reléguée, étant dans les dernières places depuis trois ans. 
Elle remonte en 1969. Les juniors gagnent des titres dans les années 1970. L'équipe senior fait ses premiers pas en Europe, grâce à sa participation à la Coupe Korać. 
En 1976, nouvelle relégation. 
Elle gagne le titre de champion de Nationale 2 en 1981, et retrouve la Nationale 1 (plus haute division à l'époque). Elle restera une saison en Nationale 1. 
Elle se maintient difficilement en Nationale 2, jusqu'en 1987 et remonte en Nationale 1B. 
En 1992-1993, la Ligue Nationale de Basket fait divers changements dans les formules des divisions. La Chorale se retrouve en Pro B pour la saison 1993-1994. Des soucis financiers et de recrutement la font stagner en Pro B jusqu'en 2002, où elle accompagne le JA Vichy en Pro A.

### Le retour au sommet (2002-2014)

#### Des premières années difficiles
Promue en Pro A, Roanne garde sa place avec difficulté dans l'élite du basket français. Entre 2003 et 2005, la Chorale frôle trois fois la relégation.  
En 2002-2003, d'abord, les Roannais se maintiennent grâce à un goal average favorable, au détriment de Bourg-en-Bresse, relégué en Pro B. Emmenée par son ailier fort, le britannique Scott Forbes, Roanne termine la saison 2003-2004 à la 16e place, et assure de peu son maintien. Enfin, la troisième saison 2004-2005 dans l'élite est aussi compliquée : les Roannais remportent leur dernier match de championnat contre le Paris Basket Racing. Leur goal average favorable, par rapport à Châlons-en-Champagne, empêche la relégation. 

#### Le titre de 2007, la «surprise du siècle»

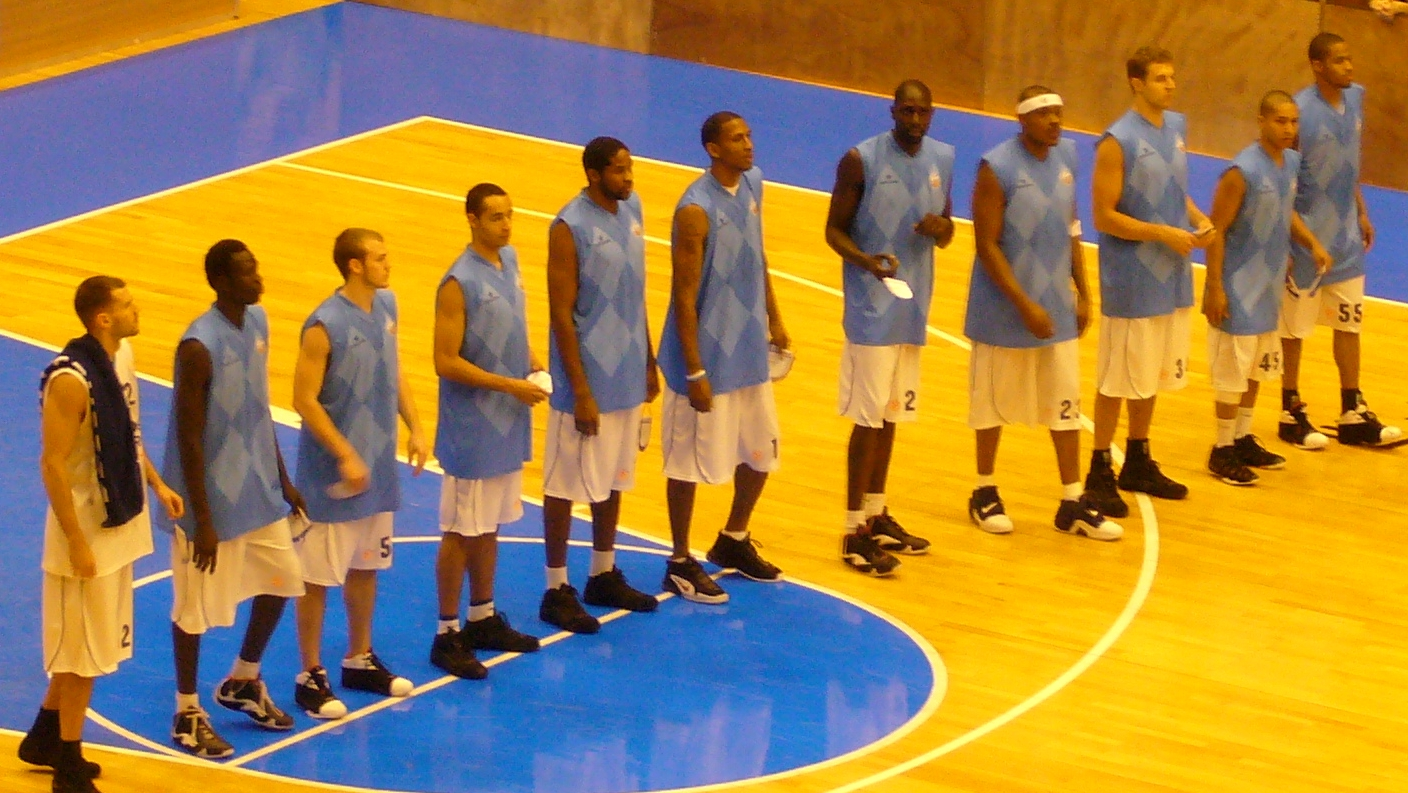
L'équipe d'Euroligue, entraînée par Jean-Denys Choulet en novembre 2007.

Jean-Denys Choulet arrive à la tête de l'équipe roannaise en 2000. 
Le club termine pour la première fois avec un rapport perdu-gagné à l’équilibre (17-17) en 2006, grâce à Dewarick Spencer et Aaron Harper. 
En 2007, Roanne remporte la Semaine des As (huit premiers du championnat à mi-saison) disputée à Nancy et le titre de champion de France, 81-74, face au SLUC Nancy Basket, sur un seul match à Bercy. L'équipe était menée de neuf points à la mi-temps. Elle revient en fin de match, grâce, entre autres, à l'américain Marc Salyers, auteur de 27 points, et sacré MVP de la finale. Ce titre permet à la Chorale d'obtenir un billet pour l'Euroligue.

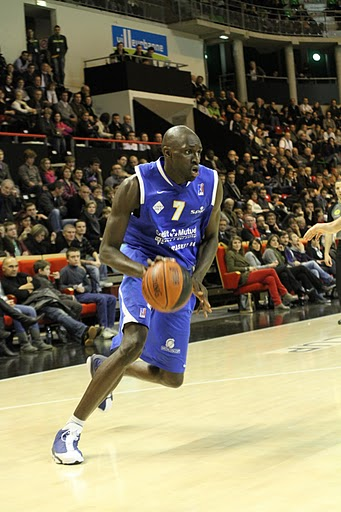
Pape Badiane a remporté le championnat de France avec la Chorale de Roanne en 2007.

En 2008, l'équipe termine 4e de la Pro A et finaliste des play-offs. Elle y gagne une participation en Coupe ULEB pour la saison 2008-2009. Marc Salyers quitte le club de la Chorale de Roanne au terme de la saison 2007-2008 pour s'installer au Mans. 
Après les départs de Marc Salyers, Pape Badiane, Brion Rush, William Soliman (parti à Vichy) et Laurent Cazalon à l'intersaison 2008-2009, la Chorale enregistre le retour de Aaron Harper, la confirmation de Pierric Poupet et Marc-Antoine Pellin, puis les arrivées d'Étienne Brower (23 ans), demi-frère de Tariq Abdul-Wahad qui évoluait sous les couleurs de l'université du Massachusetts. Elle enregistre également l'arrivée de l'intérieur français Samba Dia (24 ans) de Châlons-en-Champagne (Pro B), de Taj Gray en attaque au poste pivot, de Marcellus Sommerville au poste d'ailier-fort et shooter en provenance du Havre, et enfin des deux arrières : Chris Monroe de Naples et Brice Nengsu d'Angelo State University.

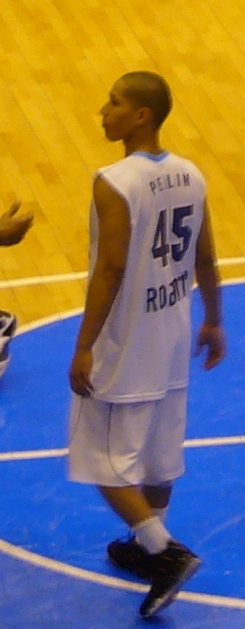
Marc-Antoine Pellin, joueur de la Chorale entre 2004 et 2010.

En 2008-2009, La Chorale dispute le premier tour de la coupe européenne ULEB contre le club grec de Maroussi, le club letton de l'ASK Riga et l'équipe croate du KK Zadar.
En 2009, le club termine demi-finaliste de la Semaine des As ; il se porte candidat à l'organisation de la Semaine des As de basket-ball pour 2012.
Lors de la saison 2009-2010, David Noel, ailier américain, remplace Aaron Harper. Dylan Page et Nick Lewis sont recrutés,. Ralph Mims remplace Chris Monroe. La Chorale se qualifie pour la Semaine des As 2010 ; elle est éliminée en demi-finale par l'ASVEL sur le score de 82 à 73. Le club joue également en EuroChallenge : il termine premier de son groupe de phase régulière et de Last 16. La Chorale bat, en quart de finale, l'Apoel Nicosie en deux manches, et perd en demi-finale contre Göttingen, sur le score de 77 à 67. En Pro A, le club termine 3e de la saison régulière et se qualifie pour les play-offs. La Chorale bat Orléans en trois manches (87-82, 55-65, 78-71). Elle échoue en demi-finale face au Mans en trois manches (68-75, 99-95, 65-80).
En 2010-2011, la Chorale de Roanne est qualifiée pour le tour préliminaire de l'Euroligue. Elle affronte l'équipe de l'Alba Berlin. Les Berlinois gagnent sur un score total de 168-174 sur les deux matchs. La Chorale est reversée vers l'Eurocup.
Cette saison voit se terminer les travaux d'agrandissement de la halle André-Vacheresse de 3 200 à 5 010 places. L'objectif du club est de participer à l'Euroligue 2011-2012 et d'accueillir cette compétition dans sa salle. Il vise le titre de champion de France. La Chorale possède la 5e masse salariale de Pro A.
Le 29 janvier 2011, Roanne recrute Ricky Davis, un joueur avec une expérience en NBA importante - 700 matchs de saison régulière - pour remplacer K. C. Rivers parti à Bologne ; son apport à l'équipe s'avèrera faible.
L'augmentation de la capacité de la salle fait passer le budget du club à 4,612 millions d’euros, contre 4,383 millions d’euros l'année précédente. En novembre 2011, l'entraîneur Jean-Denys Choulet, à la tête de l'équipe depuis 11 ans, est licencié, et remplacé par le monténégrin Luka Pavićević. L'équipe finit première de son groupe lors de la phase de groupe d'EuroChallenge, se qualifie pour le Last 16, et termine deuxième de son groupe avant de se faire éliminer par l'Élan sportif chalonnais en quart de finale.

### Le retour en Pro B (2014-2019)
Le 26 avril 2014, le club enregistre sa 23e défaite de la saison (66-74, face au Mans) ; il est  relégué en Pro B. Roanne devient la première équipe, depuis Clermont-Ferrand en 2008, à n'avoir gagné aucun de ses matchs à l'extérieur.
Assistant coach depuis plusieurs années, Frédéric Brouillaud prend l'équipe en main à l'intersaison 2014, à la suite du départ de Luka Pavićević. L'effectif est changé dans sa quasi-intégralité. Torrell Martin, certains jeunes issus du centre de formation, sont conservés. Luc-Arthur Vebobe, Kenny Grant et Raphaël Desroses sont engagés. 
La Chorale réalise un bon début de saison : 9 victoires lors des 10 premiers matchs de championnat. Elle est leader entre la 4e et la 10e journée. Mais avec 19 victoires pour 15 défaites à l'issue de la saison régulière, Roanne termine huitième. Elle garde néanmoins sa place pour les playoffs d'accession. Bernard King et Steed Tchicamboud sont recrutés. La Chorale affronte Boulazac, troisième, en quarts de finale, et perd deux manches à zéro.
Le 19 février 2017, la Chorale de Roanne remporte la Leaders Cup de Pro B face à Boulogne-sur-Mer sur le score de 88 à 80. Le joueur de la Chorale, Joe Burton, est sacré MVP de cette finale.
Le 17 février 2019, le club remporte de nouveau cette compétition, cette fois face au Rouen Métropole Basket sur le score de 66 à 60. David Jackson est le MVP de la finale.

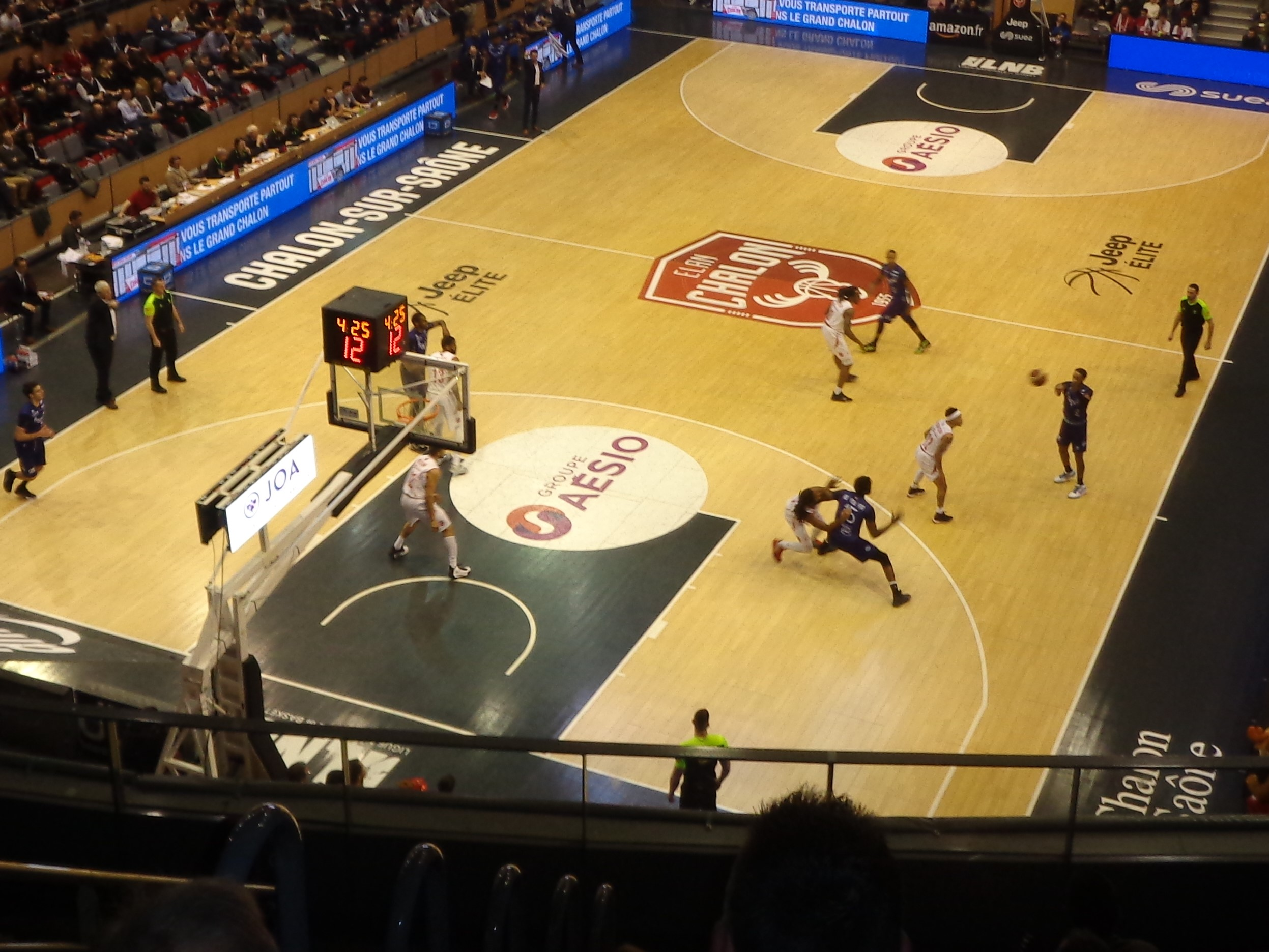
Match de Jeep Élite entre l'Elan Chalon et la Chorale de Roanne.

Le 24 mai 2019, la Chorale de Roanne remporte le titre de Champion de France de Pro B ainsi que la Leaders Cup de basket-ball Pro B face au Rouen Métropole Basket (66-60). Elle devient la première équipe de seconde division à réaliser ce doublé. Après 5 saisons en Pro B, la Chorale de Roanne retrouve l’élite du basket français.

### Un nouveau départ en première division (depuis 2019)
À la tête de l'équipe, Laurent Pluvy doit composer avec un effectif réduit et des blessures, et inclut  nombre de joueurs venant de Pro B. Il est finalement licencié et remplacé par l'entraineur adjoint Maxime Boire.
L'ancien entraineur Jean-Denys Choulet se propose avec Emmanuel Brochot pour reprendre le club et ainsi reformer le duo entraineur-président de 2006-2011.
La pandémie de Covid-19 arrête les rencontres, la saison est déclarée blanche, le club ne descend pas.
Sur la saison 2020-2021, les Roannais se maintiennent avec difficulté, en raison des blessures de bon nombre de joueurs (Juvonte Reddic, Ronald March, Jamel Artis, Jackson Rowe, Renathan Ona-Embo et Teyvon Myers), sans compter la suspension de Boubacar Touré pour un coup de poing sur Miralem Halilović.
En mars 2024, lors de la saison 2023-2024, la Chorale est avant-dernière du championnat (avec 7 victoires et 15 défaites). L'entraîneur, Jean-Denys Choulet, est limogé. Elle finit cette saison avec un bilan de 10 victoires et 24 défaites, et est reléguée en Pro B.

## Résultats sportifs

### Palmarès
| Compétitions nationales | Compétitions internationales |
| - Championnat de France (2) : - Champion : 1959 et 2007. - Finaliste : 2008. - Championnat de France de deuxième division (2) : - Champion : 1981 et 2019. - Coupe de France : - Finaliste : 1964. - Semaine des As / Leaders Cup (1) : - Vainqueur : 2007. - Demi-finaliste : 2009 et 2010. - Leaders Cup de Pro B (2) : - Vainqueur : 2017 et 2019 | - EuroChallenge : - Demi-finaliste : 2010. |
| - Championnat de France (2) : - Champion : 1959 et 2007. - Finaliste : 2008. - Championnat de France de deuxième division (2) : - Champion : 1981 et 2019. - Coupe de France : - Finaliste : 1964. - Semaine des As / Leaders Cup (1) : - Vainqueur : 2007. - Demi-finaliste : 2009 et 2010. - Leaders Cup de Pro B (2) : - Vainqueur : 2017 et 2019 | Compétitions de jeunes |
| - Championnat de France (2) : - Champion : 1959 et 2007. - Finaliste : 2008. - Championnat de France de deuxième division (2) : - Champion : 1981 et 2019. - Coupe de France : - Finaliste : 1964. - Semaine des As / Leaders Cup (1) : - Vainqueur : 2007. - Demi-finaliste : 2009 et 2010. - Leaders Cup de Pro B (2) : - Vainqueur : 2017 et 2019 | - Championnat de France Espoirs Pro B (1) : - Champion : 2002. - Championnat de France Juniors (3) : - Champion : 1967, 1973 et 1975. - Championnat de France Cadets (2) : - Champion : 1985 et 2005. - Championnat de France Minimes (1) : - Champion : 2002. - Coupe de France U17 (1) : - Vainqueur : 2023 (75 - 71 contre Cholet Basket). |

### Bilan par saison
| Saison    | Div.    | Clas.    | %Vic | Vic | Def | Playoffs        | Coupe de France | Leaders Cup             | Coupes d'Europe                                  | Entraîneur                                    |
| --------- | ------- | -------- | ---- | --- | --- | --------------- | --------------- | ----------------------- | ------------------------------------------------ | --------------------------------------------- |
| 2001-2002 | 2 Pro B | 2e       | -    | -   | -   | -               | -               | -                       | -                                                | Jean-Denys Choulet                            |
| 2002-2003 | 1 Pro A | 13e      | 30%  | 9   | 21  | -               | -               | -                       | -                                                | Jean-Denys Choulet                            |
| 2003-2004 | 1 Pro A | 16e      | 32%  | 11  | 23  | -               | -               | -                       | -                                                | Jean-Denys Choulet                            |
| 2004-2005 | 1 Pro A | 16e      | 27%  | 9   | 25  | -               | -               | -                       | -                                                | Jean-Denys Choulet                            |
| 2005-2006 | 1 Pro A | 9e       | 50%  | 17  | 17  | 1er tour        | 32e de finale   | -                       | -                                                | Jean-Denys Choulet                            |
| 2006-2007 | 1 Pro A | 2e       | 71%  | 24  | 10  | Champion        | 32e de finale   | Vainqueur               | -                                                | Jean-Denys Choulet                            |
| 2007-2008 | 1 Pro A | 4e       | 67%  | 20  | 10  | Finaliste       | 16e de finale   | Quart de finale         | Euroligue : 1er tour                             | Jean-Denys Choulet                            |
| 2008-2009 | 1 Pro A | 5e       | 63%  | 19  | 11  | Quart de finale | Demi-finale     | Demi-finale             | EuroCoupe : Saison régulière                     | Jean-Denys Choulet                            |
| 2009-2010 | 1 Pro A | 3e       | 70%  | 21  | 9   | Demi-finale     | 16e de finale   | Demi-finale             | EuroCoupe : Tour préliminaire EuroChallenge : 3e | Jean-Denys Choulet                            |
| 2010-2011 | 1 Pro A | 5e       | 60%  | 18  | 12  | Quart de finale | 16e de finale   | Quart de finale         | EuroCoupe : Saison régulière                     | Jean-Denys Choulet                            |
| 2011-2012 | 1 Pro A | 7e       | 53%  | 16  | 14  | Quart de finale | Quart de finale | Quart de finale         | EuroChallenge : Quart de finale                  | Luka Pavićević                                |
| 2012-2013 | 1 Pro A | 5e       | 57%  | 17  | 13  | Quart de finale | Quart de finale | Quart de finale         | -                                                | Luka Pavićević                                |
| 2013-2014 | 1 Pro A | 15e      | 20%  | 6   | 24  | -               | Quart de finale | -                       | -                                                | Luka Pavićević                                |
| 2014-2015 | 2 Pro B | 8e       | 56%  | 19  | 15  | Quart de finale | 32e de finale   | Pro B : Quart de finale | -                                                | Frédéric Brouillaud                           |
| 2015-2016 | 2 Pro B | 16e      | 38%  | 13  | 21  | -               | 16e de finale   | Pro B : 1er tour        | -                                                | Frédéric Brouillaud Raphaël Gaume             |
| 2016-2017 | 2 Pro B | 15e      | 41%  | 14  | 20  | -               | 8e de finale    | Pro B : Vainqueur       | -                                                | Laurent Pluvy                                 |
| 2017-2018 | 2 Pro B | 2e       | 76%  | 26  | 8   | Finaliste       | 16e de finale   | Pro B : 1er tour        | -                                                | Laurent Pluvy                                 |
| 2018-2019 | 2 Pro B | 1er      | 76%  | 26  | 8   | -               | 32e de finale   | Pro B : Vainqueur       | -                                                | Laurent Pluvy                                 |
| 2019-2020 | 1 Élite | 16e      | 32%  | 8   | 17  | -               | 16e de finale   | -                       | -                                                | Laurent Pluvy Maxime Boire Jean-Denys Choulet |
| 2020-2021 | 1 Élite | 16e      | 32%  | 11  | 23  | -               | 8e de finale    | -                       | -                                                | Jean-Denys Choulet                            |
| 2021-2022 | 1 Élite | 13e      | 38%  | 13  | 21  | -               | 16e de finale   | -                       | -                                                | Jean-Denys Choulet                            |
| 2022-2023 | 1 Élite | 11e      | 44%  | 15  | 19  | -               | 8e de finale    | -                       | -                                                | Jean-Denys Choulet                            |
| 2023-2024 | 1 Élite | 17e      | 29%  | 10  | 24  | -               | 32e de finale   | -                       | -                                                | Jean-Denys Choulet                            |
| 2024-2025 | 1 Élite | En cours |      |     |     | -               | 8e de finale    | -                       | -                                                | Thomas Andrieux                               |

## Joueurs et personnalités du club

### Présidents
- 1937-1976 :  Henri Rhodamel
- 1976-1981 :  Paul Rhodamel
- 1981-1985 :  Jacky Marin
- 1985-1989 :  Guy Parent
- 1989-1990 :  Jacky Marin / Gérard Blanc
- 1990-1994 :  Gerard Blanc
- 1994-2000 :  Yves Le Gaillard
- 2000-2006 :  Daniel Perez
- 2006-2013 :  Emmanuel Brochot
- 2014-2020 :  Daniel Perez
- 2020- :  Emmanuel Brochot

### Entraîneurs
- 1945-1961 :  André Vacheresse
- 1961-1969 :  Maurice Marcelot
- 1970-1971 :  Lucien Piegad
- 1971-1972 :  Gérard Sturla
- 1972-1974 :  Ludvik Luttna
- 1974-1975 :  Dick Smith
- 1975-1977 :  Jeff Dubreuil
- 1977-1980 :  André Vacheresse
- 1980-1982 :  Jean-Paul Pupunat
- 1982-1983 :  Jacky Odin
- 1983-1984 :  Alain Monestier
- 1984-1985 :  Yvon Leca
- 1985-1988 :  André Jacquemot
- 1988 -1993 :  Alain Thinet
- 1993-1996 :  Gilles Versier
- 1996-1998 :  Patrick Macazaga
- 1998-2000 :   Mike Gonsalves
- 2000-2011 :  Jean-Denys Choulet
- 2011-2014 :  Luka Pavićević
- 2014-2015 :  Frédéric Brouillaud
- 2015-2016 :  Raphaël Gaume
- 2016-oct. 2019 :  Laurent Pluvy
- oct. 2019 - jan. 2020 :  Maxime Boire
- jan. 2020-mars 2024 :  Jean-Denys Choulet
- 2024- :  Thomas Andrieux

### Joueurs célèbres ou marquants

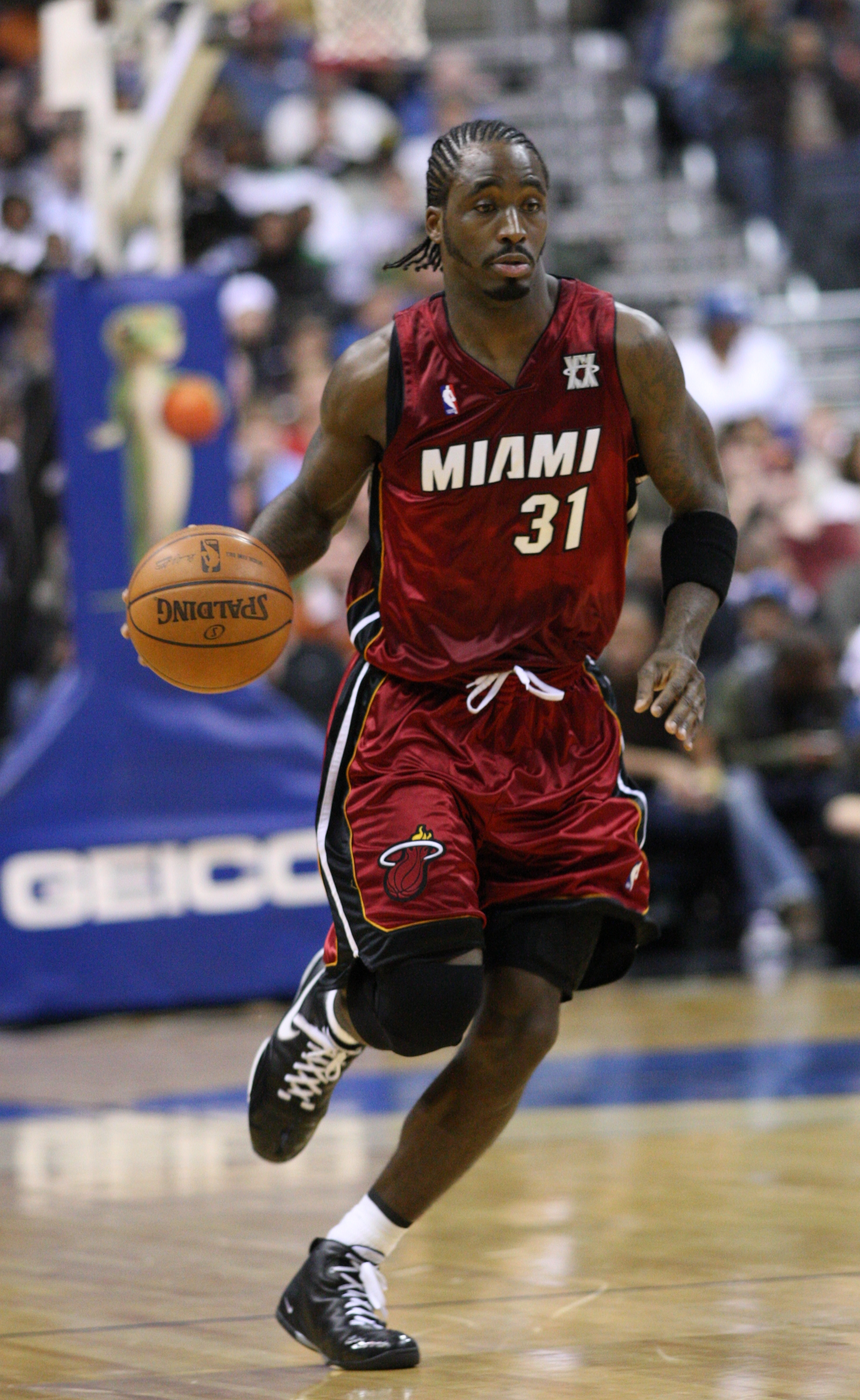
Ricky Davis.

- André Vacheresse[35] : 1942-1962
- Maurice Marcelot : 1951-1965
- Henri Villecourt : 1956-1960
- Jean-Claude Lefebvre : 1957-1958
- Alain Gilles : 1960-1965
- Alain Vincent : 1968-1976
- Dick Smith : 1969-1974
- Christian Petit : 1971-1976
- Bernard Fatien : 1972-1974
- Lindsay Hairston : 1977-1983
- Bill Cain : 1985-1988
- Christophe Grégoire : 1986-1993
- Kenny Simpson : 1988
- Franck Bouteille : 1988-1995
- Mike Gonsalves : 1988-1994
- Terry Stotts : 1988-1989
- Ronnie Smith : 1989-1990
- David Thirdkill : 1989-1990
- Fennis Dembo : 1990-1992
- Cedric Henderson : 1990-1992
- Oliver Taylor : 1994-décembre 1996
- Joey Beard : 1998-1999
- Roberto Zameo : 1998-2001
- Makhtar N'Diaye : 1999-2001 ; 2003-2004
- Laurent Cazalon : 2000-2003 ; 2006-2008
- Jimmal Ball : 2000-2002; 2003-2004
- Scott Forbes : 2000-2004
- Marc M'Bahia : 2001-2002
- Mike Bauer : 2005-2006
- Dewarick Spencer : 2005-2007
- Aaron Harper : 2005-2007
- Pape Badiane : 2005-2008
- Marc Salyers : 2006-2008
- Marc-Antoine Pellin : 2005-2010
- Brion Rush : 2007-2008
- Taj Gray : 2008
- Dylan Page : 2009-2012
- Souleymane Diabate : 2009-2012
- Ricky Davis : 2011
- Matt Howard : 2012-2013
- Kenny Grant : 2014-2016
- Clément Cavallo : 2016-2022
- Ronald March : 2020-2023

## Logos successifs

? - 2007
2007 - 2014
Depuis 2014
Logo alternatif

## Sources et références
1. ↑  Seuls les principaux titres en compétitions officielles sont indiqués ici.
2. ↑  « Elie Vieux - Mémoires et Espoirs de la Résistance » , sur Les Amis de la Fondation de la Résistance (consulté le 26 novembre 2022)
3. ↑  « Classement Pro A de la saison 2002-2003 », sur lnb.fr (consulté le 2 juillet 2015)
4. ↑  « Classement Pro A de la saison 2003-2004 », sur lnb.fr (consulté le 2 juillet 2015)
5. ↑  « Résultats du match Roanne - Paris », sur lnb.fr (consulté le 2 juillet 2015)
6. ↑  « Classement Pro A de la saison 2004-2005 », sur lnb.fr (consulté le 2 juillet 2015)
7. ↑  « Basket - Roanne engage l'Américain David Noel », sur Le Telegramme, 30 juin 2009 (consulté le 21 mai 2023)
8. ↑  « Roanne: Dylan Page débarque », sur nantes.maville.com (consulté le 21 mai 2023)
9. ↑  « Nick Lewis vers Roanne », sur angers.maville.com (consulté le 21 mai 2023)
10. ↑  « Basket / Semaine des AS: Asvel 82 - Roanne 73. L’Asvel tient sa finale », sur www.leprogres.fr (consulté le 21 mai 2023)
11. ↑  « Basket/EuroChallenge - Roanne battu par Göttingen 77 à 67 en 1/2 finales », sur Le Telegramme, 30 avril 2010 (consulté le 21 mai 2023)
12. ↑  « Basket/Pro A - Le Mans en finale en battant Roanne 80 à 65 », sur Le Telegramme, 4 juin 2010 (consulté le 21 mai 2023)
13. ↑  « Basket/Euroligue - Roanne battu par Alba Berlin 95 à 82 et éliminé », sur Le Telegramme, 24 septembre 2010 (consulté le 21 mai 2023)
14. ↑  « Rénovation-extension complexe de la halle André-Vacheresse », Le Moniteur,‎ 2 décembre 2011 (lire en ligne, consulté le 21 mai 2023).
15. ↑  « Rapport financier 2011-2022 »
16. ↑  Cyril Méjane, « ITW Jean-Denys Choulet « Ricky Davis est un échec et je fais mon mea culpa » », sur catch-and-shoot.com, 26 mai 2011 (consulté le 16 décembre 2011)
17. ↑  « Roanne : un budget en augmentation », sur Catche-and-shoot.com, 27 mai 2011 (consulté le 27 mai 2011)
18. ↑  « Choulet, la Chorale et puis flûte... », sur sports.fr (consulté le 16 novembre 2011)
19. ↑  « Le Mans condamne Roanne », sur L'Équipe
20. ↑  « Frederic Brouillaud nommé coach », sur chorale-roanne.com, 7 juin 2014 (consulté le 2 juillet 2015)
21. ↑  Alexandre Lacoste, « Roanne s'offre Bernard King », sur bebasket.fr, 6 avril 2015 (consulté le 22 juin 2015)
22. ↑  Benjamin Guillot, « Officiel : Steed Tchicamboud rejoint Roanne », sur bebasket.fr, 7 février 2015 (consulté le 22 juin 2015)
23. ↑  Benjamin Guillot, « Boulazac et Denain qualifiés pour les demi-finales », sur bebasket.fr, 31 mai 2015 (consulté le 22 juin 2015)
24. ↑  « Chorale de Roanne : son premier trophée depuis 10 ans », sur France 3 Auvergne-Rhône-Alpes, 19 février 2017 (consulté le 21 mai 2023)
25. ↑  « Le trophée de Pro B pour Roanne, vainqueur de Rouen en finale », sur L'Équipe (consulté le 21 mai 2023)
26. ↑  « Basket - La Chorale de Roanne en Jeep Élite. La saison de tous les plaisirs », sur www.leprogres.fr (consulté le 20 mai 2023)
27. ↑  « Basket : Laurent Pluvy n'est plus l’entraîneur de la Chorale de Roanne », sur ici, par France Bleu et France 3, 22 octobre 2019 (consulté le 20 mai 2023)
28. ↑  « Basket: Emmanuel Brochot et Jean-Denys Choulet de retour à la Chorale de Roanne », sur France 3 Auvergne-Rhône-Alpes, 6 janvier 2020 (consulté le 20 mai 2023)
29. ↑  « Assemblée Générale de la Ligue Nationale de Basket du 27 mai 2020 », sur LNB (consulté le 18 août 2020)
30. ↑  « Jeep Élite : mâchoire cassée pour Miralem Halilovic (Boulogne-Levallois) », sur L'Équipe (consulté le 23 juillet 2021)
31. ↑  « L'entraîneur de Roanne Jean-Denys Choulet limogé de son poste d'entraîneur », L'Équipe, 5 mars 2024
32. ↑  « Classement », sur Betclic ELITE (consulté le 19 juillet 2024)
33. ↑  Playoffs d'accession : le premier de la saison régulière est désigné champion et ne participe pas aux playoffs.
34. ↑  Championnat arrêté après 24 journées en raison de la pandémie de Covid-19.
35. ↑  capitaine de l'équipe de France 1954, 92 sélections